# Árbær
Árbær (isländskt uttal: [ˈauːrˌpaiːr̥]) är ett distrikt i Reykjavik i Island. Det består av fyra stadsdelar: själva Árbær samt Ártúnsholt, Norðlingaholt, Selás. Området hade 10 918 invånare vid folkräkningen 2015.
Árbær ligger i den östra delen av staden och är känd för sina naturliga omgivningar. Elliðaár rinner genom centrala Árbær.
I Árbær ligger friluftsmuseet Árbæjarsafn, dit några äldre hus är flyttade. I Árbær finns även ett av Reykjaviks modernaste badhus, Árbæjarlaug.

## Historik
Bostadsområden började byggas under 1960- och 1970-talen i corbusierstil likt de i närbelägna Breiðholt. Utvecklingen av de yttre delarna påbörjades under 1980-talet och fortsatte in under 1990-talet. Under 2000-talet påbörjades byggnationer på Norðlingaholt i den östra delen av staden samt utveckling av de äldre delarna.

## Sport
Den lokala sportklubben Fylkir spelar i Islands första division och har vunnit det isländska mästerskapet två gånger. Den övre delen av dalen är också centrum för hästridning i staden, där flera stall och banor finns.